# Manuel Pereira Forjaz
Manuel Pereira Forjaz foi um administrador colonial português que exerceu o cargo de Capitão-General na Capitania-Geral do Reino de Angola entre Setembro de 1607 e 1611, tendo sido antecedido por Manuel Cerveira Pereira, no seu primeiro mandato e sucedido por Bento Banha Cardoso. 